# Parasarus
Parasarus is een geslacht van vliesvleugelige insecten uit de familie Andrenidae

## Soorten
- P. atacamensis Ruz, 1993